# Цел им Фихтелгебирге
Цел им Фихтелгебирге (њем. Zell im Fichtelgebirge) град је у њемачкој савезној држави Баварска. Једно је од 27 општинских средишта округа Хоф. Према процјени из 2010. у граду је живјело 2.216 становника. Посједује регионалну шифру (AGS) 9475189.

## Географски и демографски подаци
Цел им Фихтелгебирге се налази у савезној држави Баварска у округу Хоф. Град се налази на надморској висини од 615 метара. Површина општине износи 31,2 km². У самом граду је, према процјени из 2010. године, живјело 2.216 становника. Просјечна густина становништва износи 71 становника/km².